# Grottes de Quinta do Anjo
Les grottes de Quinta do Anjo (« Ferme de l'Ange ») sont des grottes artificielles situées dans la freguesia de  Quinta do Anjo (pt), sur le territoire de la municipalité de Palmela (district de Setúbal, Portugal),.
Elles sont classées monument national depuis 1934.

## Description
Les quatre hypogées, au pied de la chaîne de la Serra do Louro, sont des monuments funéraires aux caractéristiques uniques, datant du Néolithique tardif (il y a environ 4 500 ans) et qui ont continué à être utilisés comme lieux de sépulture collective pendant l'âge du cuivre. Elles ont été creusées dans la roche pour former des compartiments circulaires, auxquels on accède par un couloir et une antichambre.
Outre les restes osseux, d'autres objets ont été recueillis sur le site, tels que des pointes de flèches en silex et en cuivre, des haches en pierre polie et des plaques de schiste décorées. Les habitants de cette région connaissaient et développaient la technique de la poterie en forme de cloche (culture campaniforme), décorée de points. Ces bols, en raison de leur originalité morphologique et décorative, et du fait que les premiers ont été collectés dans la région de Palmela, sont devenus connus dans les milieux scientifiques sous le nom de bols de type Palmela. Le gisement est connu internationalement en raison de l'originalité des céramiques qui y sont découvertes.
- Hypogée 1 : La tombe 1 mesurait 9,75 m de long lors de sa fouille en 1906, la chambre ovale mesurant 5,5 × 4,7 m sur une hauteur du centre du dôme de 2,3 m.
- Hypogée 2 : La tombe 2 mesurait 11,5 m de long au moment des fouilles. Les dimensions au sol de la chambre presque circulaire sont de 4,5 × 4,6 m sur une hauteur du centre du dôme de 2 m.
- Hypogée 3: La tombe 3 a été perturbée par une ancienne carrière et a été préservée sur une longueur totale d'environ 9 m. Les dimensions au sol de la chambre funéraire sont de 5 × 5,3 m sur une hauteur de l'ancien centre du dôme estimée à environ 2,5 m.
- Hypogée 4 : La tombe 4 est la plus mal conservée ; le couloir et une partie de l'antichambre sont détruits. Le diamètre de la chambre est de 4,7 × 4,1 m.

## Galerie

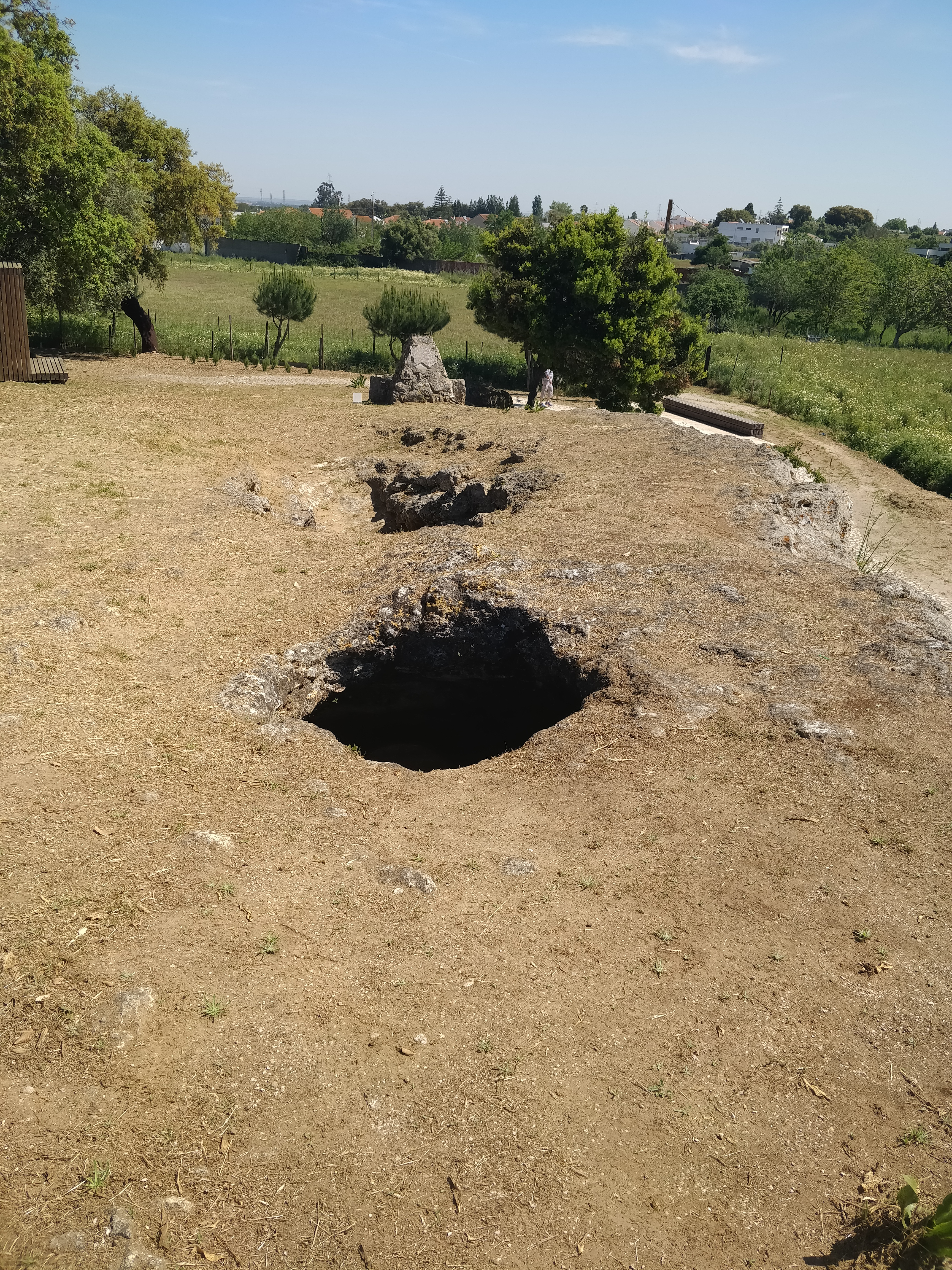
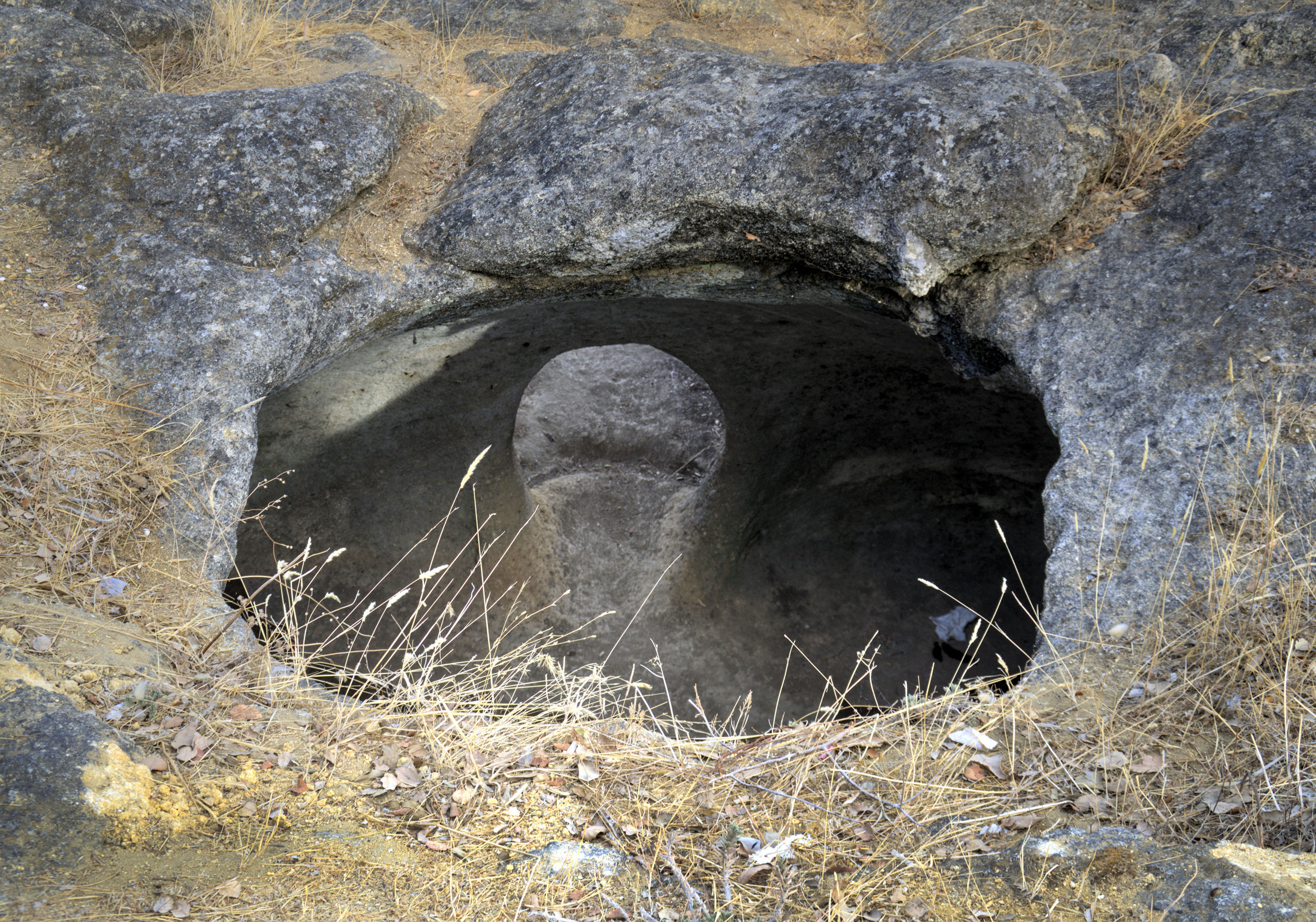
Hypogée 1.